# Hilda (bande dessinée)
Hilda est une série de bande dessinée jeunesse du Britannique Luke Pearson publiée par Nobrow Press puis par Casterman.

## Contenu
La série prend place dans un univers fantastique ressemblant à la Scandinavie de la fin du vingtième siècle et s'inspire directement du folklore scandinave, des contes populaires, ainsi que des Moomins.
Hilda est une petite fille intrépide, qui dans les deux premiers livres vit avec sa mère dans une petite maison isolée entourée de montagnes et de forêts, puis déménage ensuite dans la ville de Trollbourg (Trollberg). Le monde d'Hilda est habité aussi bien par des humains normaux que par des créatures fantastiques comme les trolls, les géants, les elfes et les esprits. Dans le quatrième tome, Hilda rejoint les scouts de Trollbourg. Hilda a été également traduit en série et en film sur Netflix. La série y compte aujourd’hui 3 saison et 1 film

## Personnage principaux
- Hilda -  l'héroïne principale, une petite fille intrépide, intelligente, gentille et curieuse, d'environ dix ans. Elle adore explorer le monde autour d'elle avec l'esprit ouvert. Elle est relativement solitaire, et même si elle n'évite pas les autres enfants, elle préfère souvent garder ses réflexions pour elle-même et fréquenter les créatures fantastiques.
- Twig (Brindille en Francais) – l'animal de compagnie d'Hilda, c'est un "renard-cerf", globalement un hybride entre un renard et un daim (il est blanc avec des petits bois et sabots), et qui arbore plutôt le comportement d'un chien fidèle.
- la mère d'Hilda – bienveillante et attentive à sa fille, elle s'inquiète parfois un peu trop pour elle, mais globalement elle l'encourage plutôt.
- Frida - Une amie d'Hilda. Elle est studieuse et réfléchie. Elle soutient Hilda dans ses aventures.
- David - Un ami d'Hilda. C'est un enfant peureux mais intelligent. Il accompagne les deux filles dans leurs aventures, souvent contre son gré.
- Alfur - L'elfe de maison d'Hilda. Il assiste Hilda et pour le voir il suffit de signer un contrat minuscule.
- Le bonhomme de bois - C'est un bonhomme en bois vivant, il est très mystérieux et vit seul, isolé du monde dans sa grande maison en bois dans les forêts de Trollburg

## Publications

### Publication originale
Depuis 2010, Hilda est publiée en anglais par Nobrow Press, éditeur londonien.

### Publication en français
La traduction est assurée par Basile Béguerie et le lettrage français par Fanny Hurtrel.
- Hilda, Nobrow :

1. Hilda et le Géant de la nuit, 2011  (ISBN 978-1-907704-36-9).
2. Hilda et le Troll, 2012  (ISBN 978-1-907704-54-3).
3. Hilda et la Parade des oiseaux, 2012  (ISBN 978-1-907704-49-9).

- Hilda, Casterman :

1. Hilda et le Troll, 2013  (ISBN 978-1-907704-54-3).
2. Hilda et le Géant de minuit, 2014  (ISBN 978-2-203-08121-5). Nouveau titre d'Hilda et le Géant de la nuit.
3. Hilda et la Parade des oiseaux, 2014  (ISBN 978-2-203-08147-5).
4. Hilda et le Chien noir, 2014  (ISBN 978-2-203-08123-9). Sélection Jeunesse Festival d'Angoulême 2015.
5. Hilda et la Forêt de pierres, 2017  (ISBN 978-2-203-09756-8).
6. Hilda et le Roi de la montagne, suite du précédent, 2020  (ISBN 978-2-203-09755-1).
7. Hilda & Twig - Pas nés de la dernière pluie, 2025 (ISBN 978-2-203-28741-9[2]) (Twig en VO = Brindille en VF)

## Réception

### Réception critique
La série a été très chaudement accueillie par la critique et par le public, aussi bien dans le monde anglophone que dans les langues d'adaptation comme le français.
En juillet 2013, Hilda et le géant de minuit a été cité dans la liste des Sept meilleurs livres pour les jeunes lecteurs diffusée par la Deutschlandfunk, la radio publique allemande. En novembre de la même année Hilda et la parade des oiseaux a été incluse dans la liste des Notable Children’s Books of 2013 du New York Times.

### Distinctions
- 2013 :  Prix Peng ! de la meilleure bande dessinée européenne pour Hilda et le Géant de la nuit
- 2014 : 
  -  Prix Max et Moritz de la meilleure bande dessinée pour enfants pour Hilda et le Géant de la nuit
  -  Pépite de la Bande dessinée / Manga du Salon du livre et de la presse jeunesse de Montreuil (Seine-Saint-Denis)[5]

## Adaptations
La société de production télévisuelle Silvergate Media a annoncé une série animée basée sur la bande dessinée, diffusée exclusivement sur Netflix le 21 septembre  2018.